# Thryptomene decussata
Thryptomene decussata là một loài thực vật có hoa trong Họ Đào kim nương. Loài này được (W.Fitzg.) J.W.Green miêu tả khoa học đầu tiên năm 1985.